# Ерік Маррей
Ерік Маррей  (англ. Eric Murray; нар. 6 травня 1982) — новозеландський веслувальник, олімпійський чемпіон.

## Виступи на Олімпіадах
| Олімпіада           | Дисципліна                        | Місце |
| ------------------- | --------------------------------- | ----- |
| Афіни 2004          | четвірка розстібна без стернового | 5     |
| Пекін 2008          | четвірка розстібна без стернового | 7     |
| Лондон 2012         | двійка розстібна без стернового   | 1     |
| Ріо-де-Жанейро 2016 | двійка розстібна без стернового   | 1     |